# Bruce Broughton
Bruce Broughton (ur. 8 marca 1945 w Los Angeles) – kompozytor amerykański piszący muzykę koncertową, filmową i do gier komputerowych.
Broughton był nominowany do Oscara, jest zdobywcą m.in. Saturna i kilkakrotnie Nagrody Emmy.

## Wybrana filmografia
- 1998: Jeremiasz